# 町子かぶき迷作集
『町子かぶき迷作集』（まちこかぶきめいさくしゅう）は、長谷川町子による日本の漫画。1952年（昭和27年）から1956年（昭和31年）にかけて『週刊朝日』で連載された。

## 概要
歌舞伎の演目のパロディとなっており、江戸の小噺、楽屋ネタや全くの創作が含まれる。
姉妹社からオールカラーの単行本が出版されていたが、売れ行き不振のため姉妹社の社長であった長谷川毬子（作者の姉）の判断で絶版とされた。その後、作品の一部が姉妹社版『サザエさん』の第68巻（最終巻）に収録されたが、2002年（平成14年）4月に朝日文庫より復刊した。

### 書誌情報
姉妹社版
- 1955年4月1日初版

朝日文庫版
販売は朝日新聞社の出版部門を分社した朝日新聞出版が継承している。
- 2002年4月12日初版 ISBN 978-4-02-261376-9

### エピソード
姉妹社版・朝日文庫版に収録されているものは以下の通りである。
- 切られ与三郎
- 身替座禅
- 三人吉三巴白浪
- 怪談 劇作余話
- 文七元結
- 忠臣蔵
- 藤十郎の恋
- 銭形平次捕物帖

サザエさん最終巻にのみ収録。
- 木下藤吉郎

## テレビドラマ
日本テレビにおいて1956年（昭和31年）12月4日から1957年（昭和32年）2月26日まで、毎週火曜日20時30分 - 21時に本作の各エピソードを原作とするテレビドラマ『武智鉄二アワー』全13編が放送された。脚本・演出・構成は全て武智鉄二。

### 放送リスト
1. 忠臣蔵（1956年12月4日）
2. 身替座禅（1956年12月11日）
3. 切られ与三郎（1956年12月18日）
4. 鳴神（1956年12月25日）
5. 酉歳三番叟（1957年1月1日）
6. 勧進帳（1957年1月8日）
7. 直侍（1957年1月15日）
8. 狐火（1957年1月22日）
9. 三人吉三（1957年1月29日）
10. 藤十郎の恋（1957年2月5日）
11. 鷺娘（1957年2月12日）
12. 二人椀久（1957年2月19日）
13. 色彩間苅豆（1957年2月26日）